# Županijska cesta Ž4040
Ž4040, županijska cesta u zapadnoj Baranji u smjeru sjeverozapad-jugoistok koja spaja državnu cestu D517 i naselje Novi Bezdan, dugačka 1 km. U naselju cesta prolazi Ulicom Aranji Janoša (Arany János utca) do centra naselja gdje se križa s nerazvrstanom cestom koja prolazi Srednjom ulicom.